# Síndrome de Parinaud
El síndrome de Parinaud, también conocido como síndrome mesencefálico dorsal o síndrome de Körber-Salus-Elschnig es un grupo de alteraciones de la motilidad ocular tanto extrínseca (motilidad extraocular) como intrínseca (disfunción pupilar). Está causado por lesiones de la parte superior del mesencéfalo y recibe su nombre de Henri Parinaud (1844-1905), considerado el padre de la oftalmología francesa.

## Manifestaciones clínicas
El síndrome de Parinaud es un conjunto de alteraciones de los movimientos oculares y disfunción pupilar caracterizado por:
1. Parálisis de la mirada vertical hacia arriba: preservándose generalmente la mirada hacia abajo. Esta parálisis vertical es de tipo supranuclear, por lo que la maniobra de los ojos de muñeca conseguirá movimiento ocular, si bien en los estadios finales toda mirada arriba estará imposibilitada.[2]
2. Pseudo-Pupila de Argyll Roberston: Aparece una paresia acomodatoria, y las pupilas se vuelven medio-dilatadas y muestran disociación luz-cercanía.
3. Nistagmo de convergencia-retracción: producido por el intento de mirar arriba. En la mirada arriba rápida, los ojos vuelven a su posición y los globos se retraen. El camino más fácil para llevar a cabo esta reacción es pedir al paciente que siga con la mirada unas barras que se desplazan en dirección hacia abajo sobre un tambor optocinético.
4. Retracción del párpado (signo de Collier)
5. Mirada conjugada hacia abajo en la posición primaria.

También se asocia comúnmente a papiledema bilateral. Ha sido raramente asociado a espasmo acodomodatorio en la mirada vertical, pseudoparálisis del abducens (esotropia talámica) o movimientos más lentos del ojo abductor que del ojo aproximador durante las sacadas horizontales, nistagmo "see-saw" y déficits de la motilidad ocular incluyendo desviación brusca, parálisis del nervio oculomotor, del nervio troclear y oftalmoplejía internuclear

## Etiología

sección transversal del mesencéfalo mostrando la lesión

El síndrome de Parinaud surge de la lesión, ya sea directa o por compresión, del mesencéfalo.  Específicamente, deriva de la compresión o daño isquémico del tectum mesencefálico, incluyendo los núcleos adyacentes al colículo superior (origen del III par craneal) y el núcleo oculomotor accesorio (núcleo de Edinger-Westphal), causando la disfunción motora ocular.
Clásicamente, este síndrome es observado en tres grupos de pacientes:
1. Pacientes jóvenes con tumores en la glándula pineal o un área cercana en el mesencéfalo: típicamente el pinealoma.
2. Mujeres en la tercera o cuarta década de la vida con esclerosis múltiple
3. Pacientes ancianos que han sufrido un ictus o un absceso en el mesencéfalo dorsal.

Otras enfermedades que pueden provocar el síndrome son: hidrocefalia obstructiva, hemorragias del mesencéfalo, malformaciones arterio-venosas cerebrales, traumatismos y toxoplasmosis del SNC. Neoplasias y aneurismas gigantes de la fosa posterior se han asociado también a esta enfermedad, así como trastornos del SNC no estructurales (enfermedad de Niemann-Pick, enfermedad de Wilson, ictericia neonatal y sobredosis de barbitúricos).

## Pronóstico y tratamiento
Los hallazgos oculares del Síndrome de Parinaud mejoran con lentitud al cabo de los meses, especialmente tras la resolución del factor causal; mejoría tras los primeros 3-6 meses es infrecuente. Aun así, ha sido reportada la resolución rápida tras la normalización de la presión intracraneal mediante colocación de una derivación ventriculo-peritoneal.
El tratamiento está dirigido hacia la etiología del síndrome. Un estudio más exhaustivo, incluyendo pruebas de neuroimagen, es esencial para identificar las lesiones anatómicas u otras causas de la enfermedad. La parálisis significativa de la mirada vertical puede ser aliviada con intervenciones quirúrgicas bilaterales del músculo recto inferior. El nistagmo de retracción y el movimiento de convergencia suelen mejorar también con este procedimiento.